# 無水メリト酸
無水メリト酸（むすいメリトさん）またはメリト酸無水物は、化学式が C12O9 で表される化合物で、メリト酸から3個の水分子が脱水した酸無水物である。炭素と酸素のみで構成される。
メリト酸を塩化アセチルなどで脱水すると生じる。